# Apuntador làser
|  | No s'ha de confondre amb Punter làser. |

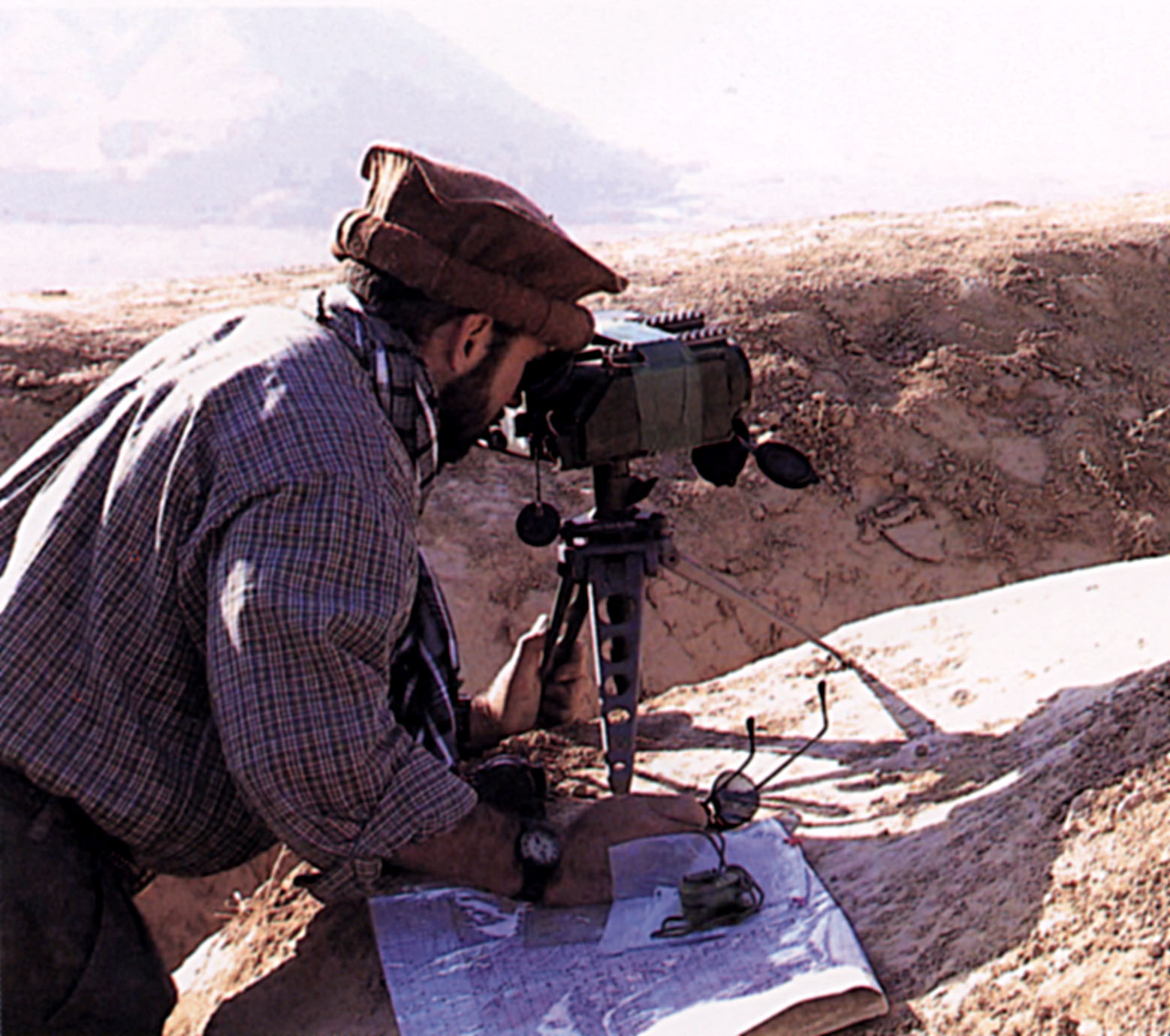
Unitat portàtil dirigint un bombardeig a Afganistan, 2001.

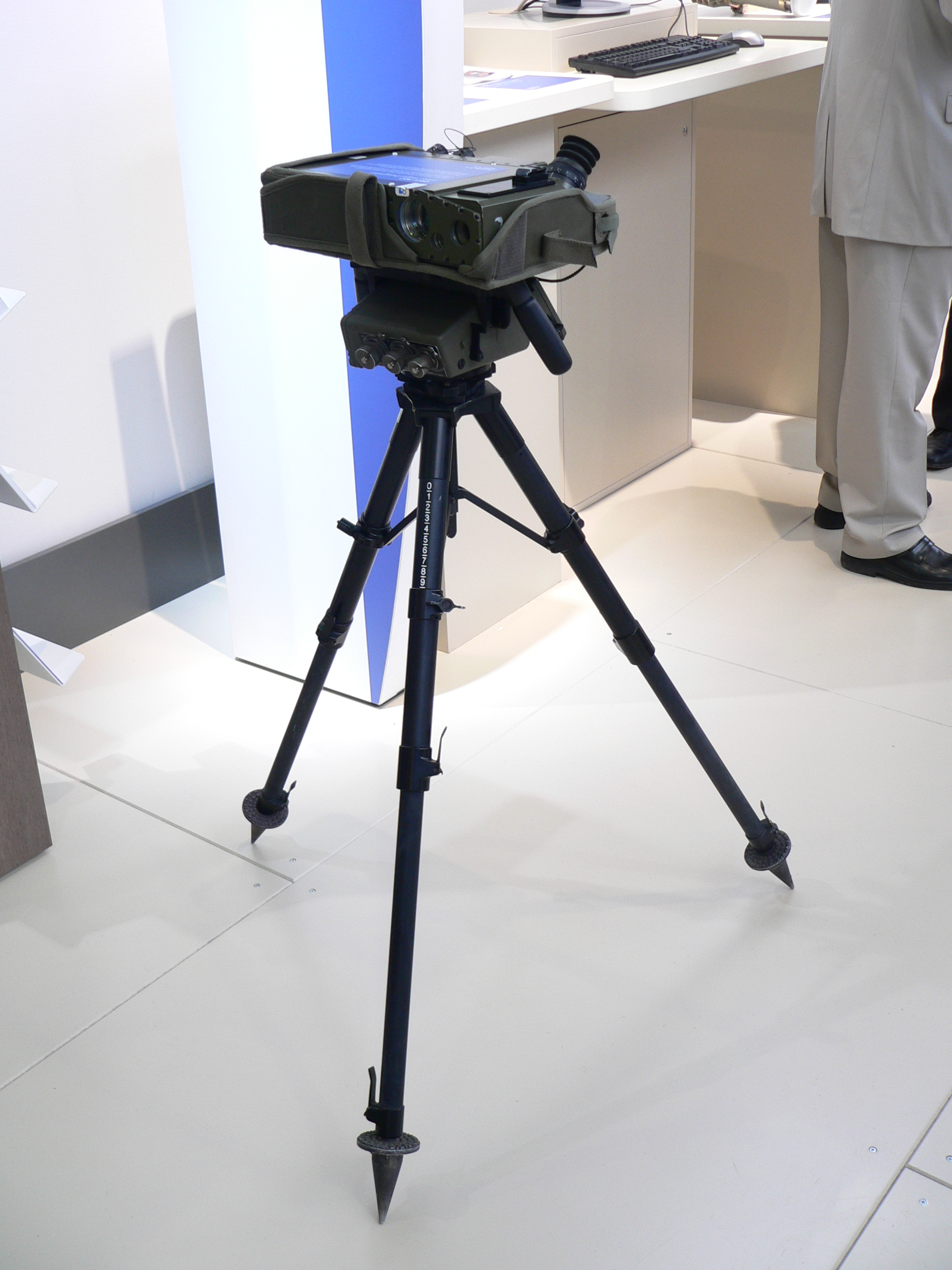
CILAS DHY 307.

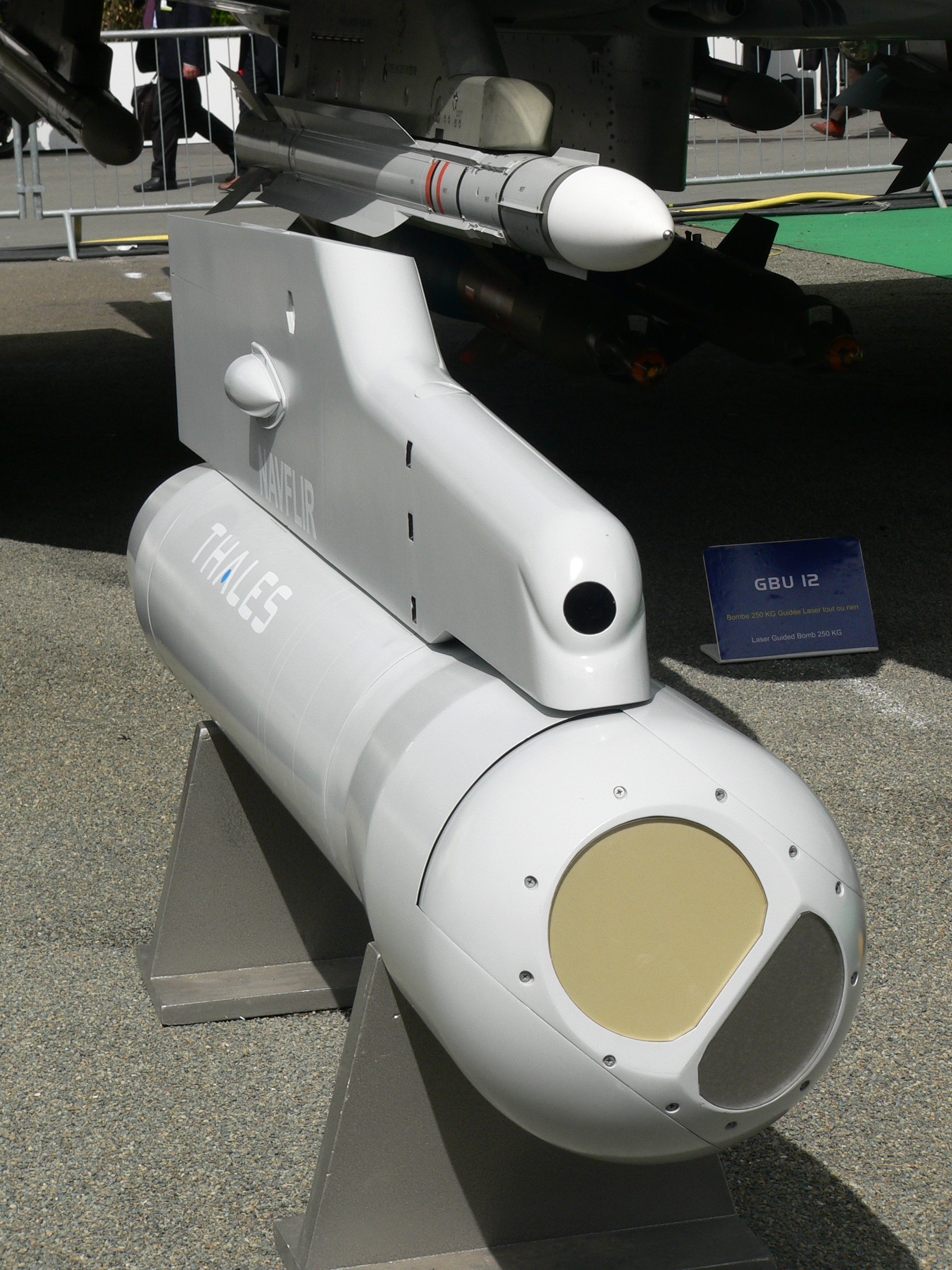
Un punter DAMOCLES de Thales combinat amb un NAVFLIR.

Un apuntador làser és una font de llum làser utilitzada per a il·luminar un objectiu militar.
Els apuntadors làser proveeixen guies per bombes guiades per làser, míssils, o peces d'artilleria de precisió, com les bombes de la sèrie Paveway, Hellfire de Lockheed Martin. Els apuntadors poden ser instal·lats en avions, vehicles terrestres o dispositius de mà. La Força aèria dels Estats Units i l'Armada dels Estats Units utilitzen actualment el apuntador Litening II Targeting Pod en avions de combat. Els controladors de la Força Aèria, i els controladors del Cos de Marines dels Estats Units empren dispositius lleugers, com el AN/PED-1 Lightweight Laser Designator Rangefinder (LLDR), que permet identificar objectius per al suport aeri proper de forces amigues.
Quan un objectiu és marcat per l'apuntador, el feix de llum és invisible i no brilla. En el seu lloc, una sèrie de polsos codificats de llum làser són disparats. Aquests senyals reboten en l'objectiu cap al cel, on són detectades pel cercador d'una bomba guiada per làser, que ajusta el seu rumb en l'aire per centrar-se sobre el làser.
Llevat que els objectius marcats disposin d'equips de detecció de làser o puguin escoltar les aeronaus en aproximar-s'hi, és pràcticament impossible que s'assabentin que són l'objectiu d'un atac. Els apuntadors làser funcionen millor quan hi ha bones condicions atmosfèriques. Núvols, pluja o fum poden deteriorar la precisió del sistema de guiat.